# Monsieur Daho
Albums de Étienne Daho
Le Condamné à mort
(2010) Les Chansons de l'innocence retrouvée
(2013)
Pour célébrer les 30 ans de carrière d’Étienne Daho, EMI Music France publie Monsieur Daho double album compilation de 40 chansons en octobre 2011. 
Cette compilation est composée de titres live, de remix et de duos. La sélection de chansons est choisie par Étienne Daho.

## Titres de l'album
CD 1
1. Ouverture
2. Le premier jour (du reste de ta vie)
3. Saudade
4. L'adorer nouvelle version
5. Comme un boomerang en duo avec Dani
6. Le brasier (live 2001)
7. Retour à toi (nouveau mix)
8. Corps et armes
9. Soudain (live 2001)
10. If (remix single) en duo avec Charlotte Gainsbourg
11. Boulevard des Capucines
12. Bleu comme toi (single edit)
13. Tous les goûts sont dans ma nature en duo avec Jacques Dutronc
14. Duel au soleil (live 2001)
15. Des attractions désastre
16. Heures hindoues en duo avec Vanessa Paradis
17. Le grand sommeil (live 2004)
18. Les pluies chaudes de l'été
19. Week-end à Rome (live 2004)
20. La baie

CD 2
1. Au commencement
2. Cet air étrange
3. Il ne dira pas (HF 90 version 2011)
4. I can't escape from you en duo avec Alain Bashung
5. Soleil de minuit (sombre romance mix)
6. L'invitation (démo 2006)
7. So sad en duo avec Françoise Hardy
8. L'enfer enfin (live 2004)
9. Ô la douceur du bagne en duo avec Jeanne Moreau
10. Sur mon cou
11. De bien jolies flammes
12. Les liens d'Eros en duo avec Marianne Faithfull
13. Me manquer (Londres en été)
14. Un serpent sans importance
15. Mon amour baiser avec Jane Birkin
16. Mythomane (version 2009)
17. Les bords de Seine en duo avec Astrud Gilberto
18. Amoureux solitaires featuring Calypso Valois
19. L'adorer en duo avec Catherine Deneuve
20. Cap Falcon